# Tony Van Schoonbeek
 (janvier 2016).
Si vous disposez d'ouvrages ou d'articles de référence ou si vous connaissez des sites web de qualité traitant du thème abordé ici, merci de compléter l'article en donnant les références utiles à sa vérifiabilité et en les liant à la section « Notes et références ».
Tony Van Schoonbeek (né le 20 mai 1947) est un joueur de football belge. Il évoluait au poste de défenseur.

## Biographie
Avec le Standard de Liège, il remporte la Coupe de Belgique en 1966.

## Palmarès
- Vainqueur de la Coupe de Belgique en 1966 avec le Standard de Liège